# Stephanopis championi
Stephanopis championi là một loài nhện trong họ Thomisidae.
Loài này thuộc chi Stephanopis. Stephanopis championi được Frederick Octavius Pickard-Cambridge miêu tả năm 1900.